# شريعت أباد (دابوي الجنوبي)
شریعت أباد (بالفارسية: شریعت‌آباد) هي قرية تقع في إيران في قسم دابوي الجنوبی الريفي. يقدر عدد سكانها بـ 95 نسمة .